# 會展中心站 (拉斯維加斯)
會展中心站（英語：Convention Center station）是美國內華達州拉斯維加斯單軌電車的一個車站，位於拉斯维加斯会展中心旁，為島式月台設計。車站位於天堂路（Paradise Road）和沙漠旅店路（Desert Inn Road）的交叉口東側。車站可經由會展中心的停車場抵達。

## 鄰近酒店
- 萬怡酒店
- 大使套房酒店（Embassy Suites Hotels）
- 希臘島酒店（Greek Isles）
- 萬豪居家飯店（Residence Inn by Marriott）
- 拉斯維加斯萬麗飯店（Renaissance Las Vegas）

## 鄰近景點
- 高飛室內跳傘（Flyaway Indoor Skydiving）
- 遊客資訊中心（Visitor Information Center）

## 資料來源
1. ↑  Curran, Stephen. . Las Vegas Sun. 2004-07-15  [2010-12-17]. （原始内容存档于2011-06-14）.

## 外部連結
- 拉斯維加斯單軌電車車官方網站